# Meierskappel
Meierskappel is een gemeente en plaats in het Zwitserse kanton Luzern en maakte deel uit van het district Luzern tot op 1 januari 2008 de districten van Luzern werden afgeschaft.

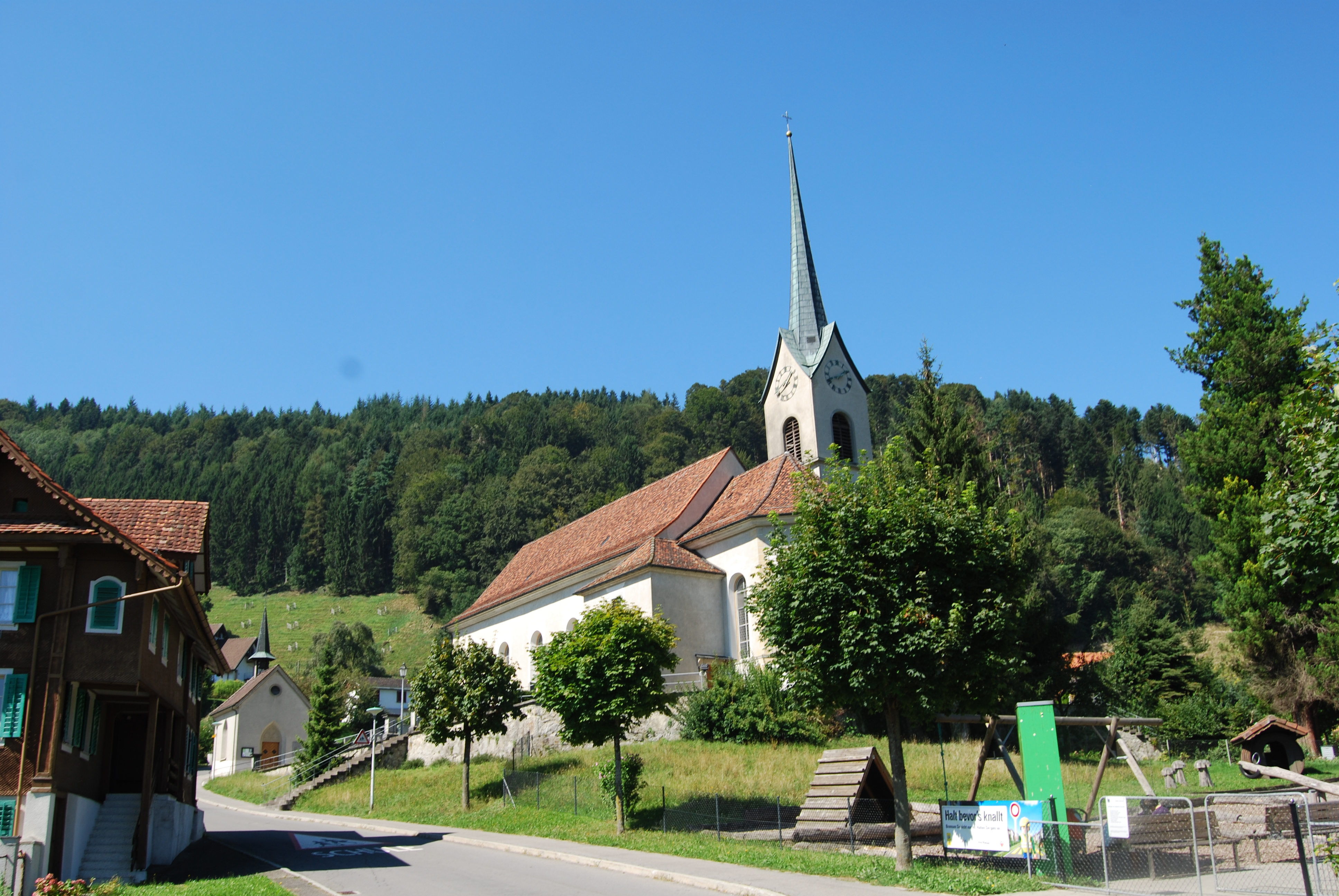
Meierskappel

Meierskappel telt 1.079 inwoners.